# Пигарево (Вологодская область)
Пигарево — деревня в Вытегорском районе Вологодской области.
Входит в состав Саминского сельского поселения, с точки зрения административно-территориального деления — в Саминский сельсовет.
Расстояние по автодороге до районного центра Вытегры — 46 км.
По данным переписи в 2002 году постоянного населения не было.